# Partecipanti a Le Samyn 2025
Elenco dei partecipanti a Le Samyn 2025.
Le Samyn 2025 è stata la cinquantasettesima edizione della corsa. Alla competizione presero parte 25 squadre: 9 con licenza UCI World Tour 2025 9 UCI ProTeam e 7 UCI Continental Team.
Accreditati alla partenza 172 ciclisti.

## Corridori per squadra
Nota: R ritirato, NP non partito, FT fuori tempo, SQ squalificato
| Intermarché-Wanty               | Intermarché-Wanty      | Intermarché-Wanty  | Arkéa-B&B Hotels             | Arkéa-B&B Hotels             | Arkéa-B&B Hotels             | Alpecin-Deceuninck            | Alpecin-Deceuninck            | Alpecin-Deceuninck            |
| ------------------------------- | ---------------------- | ------------------ | ---------------------------- | ---------------------------- | ---------------------------- | ----------------------------- | ----------------------------- | ----------------------------- |
| N°                              | Ciclista               | Clas.              | N°                           | Ciclista                     | Clas.                        | N°                            | Ciclista                      | Clas.                         |
| 1                               | Laurenz Rex            | NP                 | 11                           | Florian Sénéchal             | 54°                          | 21                            | Mathieu van der Poel          | 1°                            |
| 2                               | Huub Artz              | 113°               | 12                           | Jenthe Biermans              | 4°                           | 22                            | Simon Dehairs                 | R                             |
| 3                               | Adrien Petit           | 84°                | 13                           | Amaury Capiot                | 9°                           | 23                            | Samuel Gaze                   | 55°                           |
| 4                               | Arne Marit             | 12°                | 14                           | Baptiste Gillet              | 68°                          | 24                            | Timo Kielich                  | 23°                           |
| 5                               | Luca Van Boven         | 15°                | 15                           | Swann Gloux                  | 132°                         | 25                            | Sente Sentjens                | R                             |
| 6                               | Taco van der Hoorn     | 89°                | 16                           | Luca Mozzato                 | 63°                          | 26                            | Stan Van Tricht               | 33°                           |
| 7                               | Gijs Van Hoecke        | 92°                | 17                           | Emmanuel Houcou              | 95°                          | 27                            | Lennert Belmans               | 133°                          |
| XDS Astana Team                 | XDS Astana Team        | XDS Astana Team    | Team Picnic PostNL           | Team Picnic PostNL           | Team Picnic PostNL           | Groupama-FDJ                  | Groupama-FDJ                  | Groupama-FDJ                  |
| N°                              | Ciclista               | Clas.              | N°                           | Ciclista                     | Clas.                        | N°                            | Ciclista                      | Clas.                         |
| 31                              | Evgenij Fëdorov        | 22°                | 41                           | Christiaan van Rees          | 116°                         | 51                            | Cyril Barthe                  | 48°                           |
| 32                              | Aaron Gate             | 25°                | 42                           | Pavel Bittner                | R                            | 52                            | Lewis Askey                   | 5°                            |
| 33                              | Michele Gazzoli        | R                  | 43                           | Patrick Eddy                 | 124°                         | 53                            | Olivier Le Gac                | 47°                           |
| 34                              | Max Kanter             | 137°               | 44                           | Alexander Edmondson          | R                            | 54                            | Eddy Le Huitouze              | 85°                           |
| 35                              | Alessandro Romele      | 8°                 | 45                           | Ryan Gal                     | 123°                         | 55                            | Clément Davy                  | 38°                           |
| 36                              | Gleb Syrica            | 119°               | 46                           | Tim Naberman                 | 108°                         | 56                            | Lewis Bower                   | 78°                           |
| 37                              | Lev Gonov              | 122°               | 47                           | Casper van Uden              | 26°                          | 57                            | Sven Erik Bystrøm             | 76°                           |
| Bahrain Victorious              | Bahrain Victorious     | Bahrain Victorious | Lidl-Trek                    | Lidl-Trek                    | Lidl-Trek                    | Soudal Quick-Step             | Soudal Quick-Step             | Soudal Quick-Step             |
| N°                              | Ciclista               | Clas.              | N°                           | Ciclista                     | Clas.                        | N°                            | Ciclista                      | Clas.                         |
| 61                              | Alberto Bruttomesso    | 72°                | 71                           | Tim Torn Teutenberg          | 27°                          | 81                            | Paul Magnier                  | 2°                            |
| 62                              | Nicolò Buratti         | 18°                | 72                           | Tim Declercq                 | 74°                          | 82                            | Gil Gelders                   | 46°                           |
| 63                              | Roman Ermakov          | 31°                | 73                           | Martin Pedersen              | 130°                         | 83                            | Ayco Bastiaens                | 83°                           |
| 64                              | Žak Eržen              | 50°                | 74                           | Kristian Egholm              | 127°                         | 84                            | Lars Vanden Heede             | 36°                           |
| 65                              | Daniel Skerl           | R                  | 75                           | Jakob Söderqvist             | 106°                         | 85                            | Martin Svrček                 | 77°                           |
| 66                              | Vlad Van Mechelen      | 13°                | 76                           | Sebastian Grindley           | 73°                          | 86                            | Warre Vangheluwe              | 111°                          |
| 67                              | Fran Miholjević        | 100°               |                              |                              |                              | 87                            | Jordi Warlop                  | 43°                           |
| Lotto                           | Lotto                  | Lotto              | TotalEnergies                | TotalEnergies                | TotalEnergies                | Uno-X Mobility                | Uno-X Mobility                | Uno-X Mobility                |
| N°                              | Ciclista               | Clas.              | N°                           | Ciclista                     | Clas.                        | N°                            | Ciclista                      | Clas.                         |
| 91                              | Arnaud De Lie          | 14°                | 101                          | Alexys Brunel                | 70°                          | 111                           | Erik Resell                   | 20°                           |
| 92                              | Jasper De Buyst        | 59°                | 102                          | Sandy Dujardin               | 52°                          | 112                           | William Blume Levy            | 98°                           |
| 93                              | Steffen De Schuyteneer | 91°                | 103                          | Thomas Gachignard            | 56°                          | 113                           | Rasmus Bøgh Wallin            | 90°                           |
| 94                              | Alec Segaert           | 19°                | 104                          | Émilien Jeannière            | 3°                           | 114                           | Stian Fredheim                | 6°                            |
| 95                              | Cédric Beullens        | 58°                | 105                          | Samuel Leroux                | 82°                          | 115                           | Jonas Hvideberg               | 53°                           |
| 96                              | Brent Van Moer         | 136°               | 106                          | Anthony Turgis               | 64°                          | 116                           | Henrik Pedersen               | 35°                           |
| 97                              | Mathieu Kockelmann     | 102°               | 107                          | Florian Dauphin              | 62°                          | 117                           | Erlend Blikra                 | 61°                           |
| Team Novo Nordisk               | Team Novo Nordisk      | Team Novo Nordisk  | Euskaltel-Euskadi            | Euskaltel-Euskadi            | Euskaltel-Euskadi            | Unibet Tietema Rockets        | Unibet Tietema Rockets        | Unibet Tietema Rockets        |
| N°                              | Ciclista               | Clas.              | N°                           | Ciclista                     | Clas.                        | N°                            | Ciclista                      | Clas.                         |
| 121                             | Hamish Beadle          | R                  | 131                          | Xabier Isasa                 | 125°                         | 141                           | Axel Huens                    | 21°                           |
| 122                             | Quinten De Graeve      | 120°               | 132                          | Andoni López                 | R                            | 142                           | Davide Bomboi                 | 51°                           |
| 123                             | Declan Irvine          | 117°               | 134                          | Paul Hennequin               | 105°                         | 143                           | Jelle Johannink               | 129°                          |
| 124                             | Matyáš Kopecký         | 11°                | 135                          | Iker Bonillo                 | R                            | 144                           | Joren Bloem                   | 60°                           |
| 125                             | Alex Perracchione      | R                  | 136                          | Xabier Berasategi            | 135°                         | 145                           | Martijn Budding               | 81°                           |
| 126                             | Umberto Poli           | R                  | 137                          | Gotzon Martín                | 37°                          | 146                           | Lukáš Kubiš                   | 10°                           |
| 127                             | Filippo Ridolfo        | 75°                |                              |                              |                              | 147                           | Tomáš Kopecký                 | 57°                           |
| Wagner Bazin WB                 | Wagner Bazin WB        | Wagner Bazin WB    | Team Flanders-Baloise        | Team Flanders-Baloise        | Team Flanders-Baloise        | Israel-Premier Tech           | Israel-Premier Tech           | Israel-Premier Tech           |
| N°                              | Ciclista               | Clas.              | N°                           | Ciclista                     | Clas.                        | N°                            | Ciclista                      | Clas.                         |
| 151                             | Pierre Barbier         | 87°                | 161                          | Jules Hesters                | 16°                          | 171                           | Hugo Hofstetter               | 7°                            |
| 152                             | Jelle Vermoote         | R                  | 162                          | Tom Crabbe                   | 97°                          | 172                           | Tom Van Asbroeck              | 27°                           |
| 153                             | Cériel Desal           | 44°                | 163                          | Brem Deman                   | 86°                          | 173                           | Floris Van Tricht             | 28°                           |
| 154                             | Quentin Bezza          | 109°               | 164                          | Ward Vanhoof                 | 17°                          | 174                           | Jens Verbrugghe               | 30°                           |
| 155                             | Loïc Vliegen           | 112°               | 165                          | Dylan Vandenstorme           | 39°                          | 175                           | Kiaan Watts                   | NP                            |
| 156                             | Henri-Francois Haquin  | 49°                | 166                          | Noah Vandenbranden           | 94°                          | 176                           | Euan Woodliffe                | 118°                          |
| 157                             | Kenneth Van Rooy       | 67°                | 167                          | Victor Vercouillie           | 80°                          | 177                           | Dylan Bibic                   | R                             |
| Van Rysel-Roubaix               | Van Rysel-Roubaix      | Van Rysel-Roubaix  | Tarteletto-Isorex            | Tarteletto-Isorex            | Tarteletto-Isorex            | Team Lotto Kern-Haus PSD Bank | Team Lotto Kern-Haus PSD Bank | Team Lotto Kern-Haus PSD Bank |
| N°                              | Ciclista               | Clas.              | N°                           | Ciclista                     | Clas.                        | N°                            | Ciclista                      | Clas.                         |
| 181                             | Rait Ärm               | 114°               | 191                          | Timothy Dupont               | R                            | 201                           | Joshua Huppertz               | R                             |
| 182                             | Daniel Arnes           | 131°               | 192                          | Mauro Verwilt                | 29°                          | 202                           | Joe Cosgrove                  | R                             |
| 183                             | Kévin Avoine           | 69°                | 193                          | Alex Vandenbulcke            | 107°                         | 203                           | Louis Grupp                   | R                             |
| 184                             | Emmanuel Morin         | 96°                | 194                          | Lennert Teugels              | 34°                          | 205                           | Alexandre Kess                | R                             |
| 185                             | Baptiste Planckaert    | 32°                | 195                          | Jordy Decottignies           | 126°                         | 206                           | Silas Koech                   | 93°                           |
| 186                             | Valentin Tabellion     | R                  | 196                          | Arne Santy                   | 40°                          | 207                           | Mil Morang                    | 88°                           |
| 187                             | Killian Théot          | 99°                | 197                          | Robbe Claeys                 | 71°                          |                               |                               |                               |
| BEAT Cycling Club               | BEAT Cycling Club      | BEAT Cycling Club  | Illes Balears Arabay Cycling | Illes Balears Arabay Cycling | Illes Balears Arabay Cycling | VolkerWessels Cycling Team    | VolkerWessels Cycling Team    | VolkerWessels Cycling Team    |
| N°                              | Ciclista               | Clas.              | N°                           | Ciclista                     | Clas.                        | N°                            | Ciclista                      | Clas.                         |
| 211                             | Martijn Tusveld        | R                  | 221                          | José Marín Aragon            | R                            | 231                           | Thimo Willems                 | R                             |
| 212                             | Michiel Coppens        | R                  | 222                          | Joan Gamundi                 | R                            | 232                           | Coen Vermeltfoort             | 110°                          |
| 213                             | Stijn Appel            | R                  | 223                          | Asier Pablo Gonzalez         | R                            | 233                           | Stijn Daemen                  | 104°                          |
| 214                             | Robbe Mellaerts        | 121°               | 224                          | Edgar Curto                  | R                            | 234                           | Timo de Jong                  | 79°                           |
| 215                             | Mārtiņš Pluto          | 42°                | 225                          | Pau Llaneras                 | R                            | 235                           | Jasper Haest                  | 65°                           |
| 216                             | Bram Dissel            | 101°               | 226                          | Joan Albert Riera            | 134°                         | 236                           | Max Kroonen                   | R                             |
| 217                             | Hidde van Veenendaal   | 115°               | 227                          | Sergio Trueba                | 66°                          | 237                           | Tim Marsman                   | 41°                           |
| Diftar Continental Cycling Team |                        |                    |                              |                              |                              |                               |                               |                               |
| N°                              | Ciclista               | Clas.              |                              |                              |                              |                               |                               |                               |
| 241                             | Rick Ottema            | 45°                |                              |                              |                              |                               |                               |                               |
| 242                             | Peter Schulting        | R                  |                              |                              |                              |                               |                               |                               |
| 243                             | Guillaume Visser       | 103°               |                              |                              |                              |                               |                               |                               |
| 244                             | Quinten Veling         | 138°               |                              |                              |                              |                               |                               |                               |
| 245                             | Marvin Peters          | 128°               |                              |                              |                              |                               |                               |                               |
| 246                             | Rik van der Wal        | R                  |                              |                              |                              |                               |                               |                               |
| 247                             | Cas van der Veen       | R                  |                              |                              |                              |                               |                               |                               |